# 老社寮
老社寮，原寫為老社藔，是臺灣新竹縣關西鎮的一個傳統地域名稱，位於該鎮中部偏南。相較於今日行政區，其範圍大致為新富里西半部。

## 歷史
台灣清治末期至日治初期，老社寮地區為一街庄，稱為「老社藔庄」，隸屬於竹北二堡。該庄昔日北隔鳳山溪支流錦山溪與十六張庄為界，西邊北段隔鳳山溪另一支流新城溪與苧仔園庄為界，西邊南段及南邊隔新城溪支流老社寮溪與新城庄為界，東邊為石門庄。
1901年（日治明治三十四年）11月，全台廢縣廳改設二十廳，該庄隸屬於新竹廳。1909年（明治四十二年）10月，合併二十廳為十二廳，該庄隸屬不變。1920年（大正九年），廢十二廳改設五州二廳，該庄改制並雅化為「老社寮」大字，隸屬於新竹州中壢郡關西庄。1941年，關西庄升格為關西街。
戰後關西街改制為關西鎮，隸屬於新竹縣，大字亦改制為里。1950年桃、竹、苗分治，關西鎮隸屬不變。

## 交通
鄉道竹30線是十六張至沙坑的道路，大致以縱向轉西北—東南走向再轉橫向蜿蜒經過老社寮西部及南部，向北可前往十六張並止於東光國小前省道台3線路口，向東可前往石門，再轉南後轉西可前往八十分、沙坑並止於省道台3線另一路口。